# Język batta
Język batta (lub bata), także batanta – język austronezyjski używany w prowincji Papua Zachodnia w Indonezji, na południowym wybrzeżu wyspy Batanta w grupie wysp Raja Ampat. Według danych z 2019–2023 posługuje się nim 150 osób.
Ludność Biak to dominująca grupa etniczna wyspy. Obszar użycia batta obejmuje trzy miejscowości: Yenenas, Weyman i Wailebet, gdzie używany jest też język biak. Doniesienia sugerują, że jest wzajemnie zrozumiały z niektórymi dialektami salawati; niewykluczone, że tworzy z nimi kontinuum dialektalne.
Silnie zagrożony wymarciem. Posługują się nim przede wszystkim osoby urodzone przed 1980 rokiem. Preferowanym środkiem komunikacji stał się malajski papuaski.